# Maxillariella estradae
Maxillariella estradae är en orkidéart som först beskrevs av Dodson, och fick sitt nu gällande namn av Mario Alberto Blanco och Germán Carnevali. Maxillariella estradae ingår i släktet Maxillariella och familjen orkidéer.
Artens utbredningsområde är Ecuador. Inga underarter finns listade i Catalogue of Life.